# 647 aC
L'any 647 aC va ser un any del calendari romà pre-julià. A l'Imperi Romà es coneixia com l'any 107 ab urbe condita. La denominació 647 aC per a aquest any s'ha utilitzat des de l'època medieval primerenca, quan l'era del calendari Anno Domini es va convertir en el mètode prevalent a Europa per nomenar els anys.

## Esdeveniments
- Elam es nega a extradir un príncep arameu, com a excusa, el rei Assurbanipal d'Assíria va envair el país. La ciutat de Susa no va saquejada.
- S'esculpeix l'Ashurbanipal i la seva reina al jardí del palau de Nínive (actual Kuyunjik, Iraq). Ara es troba al Museu Britànic de Londres.